# Partido Socialdemocracia Chilena
El Partido Socialdemocracia Chilena (SDCH) fue un partido político chileno de centro izquierda, creado por un grupo de militantes del Partido Radical en 1971 bajo el nombre de Partido Izquierda Radical (PIR). Inicialmente integró la Unidad Popular (UP), pero posteriormente se desligó de ella y fue crítico al gobierno de Salvador Allende y la UP. Formó parte de la Confederación de la Democracia (CODE) y de la Concertación de Partidos por la Democracia.

## Historia

### Rol en la Unidad Popular

Logotipo del Partido Izquierda Radical (1971-1973).

Conocido anteriormente como Movimiento de Izquierda Radical o Movimiento Radical Independiente de Izquierda (MRII), y posteriormente como Partido Izquierda Radical (PIR, 1971-1973), fue fundado el 3 de agosto de 1971 producto de la división del Partido Radical, que por ese entonces formaba parte de la Unidad Popular. A pesar de denominarse como un partido de izquierda, actuó desde una postura crítica al marxismo y mucho más cercana a la socialdemocracia, cuestión que en la práctica lo definió como un movimiento de centroizquierda. Fue inscrito legalmente por la Dirección del Registro Electoral el 13 de diciembre de 1971.
Entre sus dirigentes estaban los senadores Luis Bossay (candidato presidencial del radicalismo en la elección de 1958) y Alberto Baltra, junto con René Abeliuk, Eugenio Velasco, Mario Papi, Mario Sharpe y Miguel Jusid. Su bancada en el Congreso Nacional estaba compuesta por ocho diputados (llegando a los nueve con la integración del exsocialista Pedro Jáuregui Castro), y cinco senadores, lo que significó una merma importante en la representación parlamentaria del tronco central del radicalismo. El emblema del Partido Izquierda Radical era un gallo de color azul mirando hacia la izquierda.
A pesar de separarse del Partido Radical, el PIR siguió participando en la Unidad Popular. Meses después de la formación del partido, el presidente Salvador Allende designó a los militantes Manuel Sanhueza Cruz y Mauricio Jungk Stahl como ministros de Justicia y Minería, respectivamente. Durante ese período, la colectividad se transformó en el elemento más moderado de la coalición oficialista, siendo el encargado de liderar las conversaciones del gobierno con el opositor Partido Demócrata Cristiano. Sin embargo, las diferencias ideológicas del PIR con el resto de la UP provocaron la salida inmediata de los ministros y el abandono definitivo de la coalición el 6 de abril de 1972. En 1972 el partido adquiere la casa Ariztía —ubicada en la esquina de las calles Miraflores y Monjitas—, la cual era su sede nacional desde su fundación en 1971.

### Confederación de la Democracia y dictadura militar
En 1972 y 1973 formó parte de la Federación de Oposición Democrática (FOD) —junto con el Partido Demócrata Cristiano y el Partido Democrático Nacional— que estaba integrada dentro de la Confederación de la Democracia (CODE), coalición opositora a la Unidad Popular. Se presentó a las elecciones parlamentarias de 1973 dentro de la CODE, logrando la elección de un diputado. Entre el 20 y el 22 de julio de 1973 se realizó en Santiago la primera Convención Ordinaria del PIR, en la cual se acordó cambiar el nombre de la colectividad a Partido de la Social Democracia Chilena. Como presidente fue elegido Luis Bossay; como secretario general el exdiputado Alberto Naudon; y como vicepresidentes René Abeliuk, Manuel Sanhueza y Arturo Venegas. A inicios de septiembre de 1973 acordó formar junto con la Democracia Radical el «Partido Federado Socialdemócrata», una federación que buscaba la posterior fusión de ambas colectividades; dicha federación estaba encabezada por Raúl Molina (presidente, DR), René Abeliuk (primer vicepresidente, PSD), Florencio Galleguillos (segundo vicepresidente, DR), Amador Navarro (tercer vicepresidente, PSD), Arturo Venegas (secretario general, PSD) y Luis Ángel Santibáñez (tesorero, DR).
Algunos militantes fueron colaboradores de la dictadura militar instaurado tras el Golpe de Estado de 1973, mientras otros se transformaron en opositores e iniciaron actividades por el retorno de la democracia. El grupo contrario al régimen se integró a la Alianza Democrática, coalición política conformada en 1983 por demócrata-cristianos, radicales, socialistas renovados, Derecha Republicana y la Unión Socialista Popular. Otro grupo liderado por Luis Bossay y exradicales y exmilitantes del PIR formaron en 1979 el Movimiento Social Demócrata, integrado en 1985 dentro del Partido Radical. Ese mismo año el partido fue uno de los firmantes del Acuerdo Nacional para la Transición a la Plena Democracia.
El 28 de junio de 1986 el partido realiza su Convención Nacional en Cartagena, donde René Abeliuk es reelegido presidente. El 8 de septiembre de 1986 fue uno de los firmantes del documento Bases de Sustentación del Régimen Democrático, que consistía en una ampliación y profundización del Acuerdo Nacional para la Transición a la Plena Democracia, y que daría origen en noviembre de 1986 al Acuerdo Nacional Democrático, coalición política de corta duración. El 3 de agosto de 1988 formó junto con los partidos Liberal, Democrático Nacional y Unión Socialista Popular la coalición Unión de Centro Democrático, la cual tuvo poca trascendencia política.
Para el plebiscito de 1988, el Consejo General decidió apoyar la opción "Sí", por lo cual surgieron 2 colectividades: El Partido Socialdemócrata de Chile, por la opción "Sí", presidido por Arturo Venegas, y el Partido Social Democracia de Chile, por la opción "No", presidido por Eugenio Velasco. El partido encabezado por Venegas se disolvió al poco tiempo y la mayoría de sus miembros se integraron con posterioridad a la Unión de Centro Centro.

### Partido Radical Socialdemócrata
El Partido Social Democracia, opositor al régimen de Augusto Pinochet, adhirió a la Concertación de Partidos por la Democracia. En 1989 se renombró Partido Socialdemocracia Progresista, para diferenciarse del centroderechista Partido Socialdemócrata, y proclamó a Eugenio Velasco como precandidato presidencial, pero terminó apoyando la candidatura de Patricio Aylwin (PDC). Participó en las elecciones parlamentarias de 1989 llevando candidatos como independientes. Logró la elección del diputado Roberto Muñoz Barra (Malleco) y el senador Mario Papi (Maule Sur). Posteriormente se sumó Martín Manterola (La Reina-Peñalolén), quien reemplazó a la fallecida parlamentaria humanista Laura Rodríguez.
El 1 de abril de 1991 se constituyó como partido político legalizado ante el Servicio Electoral, adoptando el nombre Partido Socialdemocracia Chilena. Su emblema era un puño blanco sujetando una rosa roja, símbolo idéntico al de la Internacional Socialista y al del Partido Socialista Obrero Español. Se transformó en partido oficialista del gobierno de Aylwin, ocupando algunas subsecretarías. Ninguno de sus militantes alcanzó a ser ministro durante los cuatro años de administración del demócrata-cristiano.
Participó como partido político en las elecciones municipales de 1992, y en las parlamentarias de 1993. Al obtener un porcentaje de votación inferior al necesario para continuar funcionando en la legalidad, decidió fusionarse con el Partido Radical en junio de 1994, tomando el nombre de Partido Radical Socialdemócrata (PRSD), en agosto de ese año. Algunos militantes opuestos a esta medida se integraron al Partido por la Democracia.[cita requerida]

## Resultados electorales

### Elecciones parlamentarias
|  | 1,66 % |

|  | 1,12 % |

|  | 1,0 % |

|  | 0,79 % |

### Elecciones municipales
| Elección | Votos  | % de votos      | Escaños |
| -------- | ------ | --------------- | ------- |
| 1992     | 26 785 | \| \| 0,42 % \| | 20/1748 |
|          | 0,42 % |                 |         |

## Autoridades

### Senadores

#### Período 1969-1973
| Nombre              | Provincia                     | Agrupación Provincial    | Período     |
| ------------------- | ----------------------------- | ------------------------ | ----------- |
| Luis Bossay         | Valparaíso y Aconcagua        | 5° Agrupación Provincial | 1971 - 1973 |
| Raúl Juliet Gómez   | O'Higgins y Colchagua         | 6° Agrupación Provincial | 1971 - 1973 |
| Humberto Aguirre    | Concepción, Ñuble y Arauco    | 7° Agrupación Provincial | 1971 - 1973 |
| Alberto Baltra      | Malleco y Cautín              | 8° Agrupación Provincial | 1971 - 1973 |
| Américo Acuña Rosas | Valdivia, Osorno y Llanquihue | 9° Agrupación Provincial | 1971 - 1973 |

#### Período 1973-1973
| Nombre              | Provincia                     | Agrupación Provincial    | Período     |
| ------------------- | ----------------------------- | ------------------------ | ----------- |
| Luis Bossay         | Valparaíso y Aconcagua        | 3° Agrupación Provincial | 1973 - 1973 |
| Humberto Aguirre    | Concepción, Ñuble y Arauco    | 7° Agrupación Provincial | 1973 - 1973 |
| Américo Acuña Rosas | Valdivia, Osorno y Llanquihue | 9° Agrupación Provincial | 1973 - 1973 |

#### Período 1990-1994
| Nombre     | Región               | Circunscripción    | Período     |
| ---------- | -------------------- | ------------------ | ----------- |
| Mario Papi | VII Región del Maule | Circunscripción XI | 1990 - 1994 |

### Diputados

#### Período 1969-1971
| Nombre                | Provincia                | Agrupación Departamental    | Período     |
| --------------------- | ------------------------ | --------------------------- | ----------- |
| Eduardo Clavel        | Provincia de Antofagasta | 2° Agrupación Departamental | 1971 - 1973 |
| Manuel Magalhaes      | Provincia de Atacama     | 3° Agrupación Departamental | 1971 - 1973 |
| Alberto Naudón        | Provincia de Linares     | 13 Agrupación Departamental | 1971 - 1973 |
| Jorge Ibáñez          | Provincia de Cauquenes   | 14 Agrupación Departamental | 1971 - 1973 |
| Osvaldo Basso         | Provincia de Ñuble       | 16 Agrupación Departamental | 1971 - 1973 |
| Duberildo Jaque       | Provincia de Concepción  | 17 Agrupación Departamental | 1971 - 1973 |
| Mario Sharpe          | Provincia de Biobío      | 19 Agrupación Departamental | 1971 - 1973 |
| Roberto Muñoz Barra   | Provincia de Malleco     | 20 Agrupación Departamental | 1971 - 1973 |
| Pedro Jáuregui Castro | Provincia de Osorno      | 23 Agrupación Departamental | 1972 - 1973 |

#### Período 1973-1973
| Nombre              | Provincia            | Agrupación Departamental    | Período     |
| ------------------- | -------------------- | --------------------------- | ----------- |
| Roberto Muñoz Barra | Provincia de Malleco | 20 Agrupación Departamental | 1973 - 1973 |

#### Período 1990-1994
| Nombre              | Región                    | Distrito       | Período                                   |
| ------------------- | ------------------------- | -------------- | ----------------------------------------- |
| Roberto Muñoz Barra | IX Región de la Araucanía | Distrito N° 49 | 1990 - 1994                               |
| Martín Manterola    | Región Metropolitana      | Distrito N° 24 | 1992 - 1994 (Reemplazó a Laura Rodríguez) |

## Eslóganes de campaña
| Elección               | Eslogan                                          |
| ---------------------- | ------------------------------------------------ |
| Municipales de 1992    |                                                  |
| Parlamentarias de 1993 | El Partido Socialdemócrata es democracia social. |